# 雲紋伊都毛鼻鯰
雲紋伊都毛鼻鯰，為輻鰭魚綱鯰形目毛鼻鯰科的其中一種，為熱帶淡水魚，分布於南美洲法屬圭亞那淡水流域，棲息在底層水域，生活習性不明。

## 扩展阅读
維基物種上的相關：雲紋伊都毛鼻鯰